# Rulyrana adiazeta
Espèce
Synonymes
- Cochranella adiazeta Ruiz-Carranza & Lynch, 1991

Statut de conservation UICN

 VU B1ab(iii) : Vulnérable
Rulyrana adiazeta est une espèce d'amphibiens de la famille des Centrolenidae.

## Répartition
Cette espèce est endémique de Colombie. Elle se rencontre dans les départements de Cundinamarca, de Santander et de Tolima de 1 130 à 2 060 m d'altitude sur le versant Ouest de la cordillère Orientale.

## Description
Les mâles mesurent de 22,5 à 24,7 mm et les femelles de 23,3 à 28,8 mm.

## Publication originale
- Ruiz-Carranza & Lynch, 1991 : Ranas Centrolenidae de Colombia IV. Nuevas especies de Cochranella del grupo ocellata de la Cordillera Oriental. Lozania, vol. 60, p. 1-13.